# Ибрагимова, Римма Мубараковна
Ри́мма Мубара́ковна Ибраги́мова (тат. Римма Ибраһимова, род. 15 июля 1950, Нижняя Кня, Татарская АССР) — советская и российская татарская эстрадная певица. Заслуженная артистка Татарской АССР (1978 год), Народная артистка Татарской АССР (1984 год), лауреат премии комсомола Татарии имени Мусы Джалиля (1984 год).

## Биография

### Рождение и учёба
Римма Ибрагимова родилась 15 июля 1950 года в деревне Нижняя Кня Балтасинского района Татарской АССР.
После окончания средней школы в 1967 году Римма Ибрагимова приезжает в Казань. Здесь она начинает посещать кружок искусства, организованный известной певицей, актрисой и композитором Сарой Садыковой. Позже певец и фольклорист Махмут Нигметзянов направляет её в Москву на специальные курсы. Проучившись там два года, она возвращается в Казань, где начинает работать под руководством певца, народного артиста Татарской АССР Зиннура Нурмухамедова. В это же время учится в Казанском музыкальном училище.
Позднее Римма Ибрагимова окончила Казанский государственный институт культуры.

У меня какого-то непреодолимого желания стать певицей в детстве не было. Но песня всегда со мной, она ведет меня по жизни, сколько себя помню. Мои родители и брат хорошо пели, отец на гармошке играл, у меня даже записи его сохранились. Лично я пела на школьных концертах, районных смотрах самодеятельности. Однако, окончив школу, решила поступать в КГУ на исторический факультет. Но так получилось, что после первого экзамена потеряла экзаменационный лист, в результате чего не поступила. Сначала расстроилась, но потом поняла, что это судьба. Потому что в тот же год в Казани объявили набор в филармонию — для учебы во Всероссийской творческой мастерской эстрадного искусства в Москве. Из большого числа желающих в эту мастерскую попали я, К. Хайретдинова, З. Нурмухаметов, Р. Сибгатуллин, из танцоров — Э. Закирова, В. Шарафутдинов — всего 14 человек. Эта студия дала нам многое, хотя бы потому, что одним из педагогов был Г. П. Виноградов — величайший тенор, известный во всем мире. Он один из немногих солистов, кто в разгар «холодной войны» гастролировал в странах Европы и Азии. Нам посчастливилось заниматься у него, общаться с ним. Но для полноценного образования необходимо было окончить музыкальное училище. Я чувствовала потребность в этом и по возвращении в Казань поступила в училище, а по его окончании — в институт культуры. — Из интервью Риммы Ибрагимовой журналу «Элита Татарстана» 24.03.2008

### Творческая деятельность
С 1967 года по 1994 год — солистка Татарской государственной филармонии имени Габдуллы Тукая. За это время в репертуаре певицы — произведения татарских, русских, зарубежных авторов, а также народные песни. Римма Ибрагимова исполняла и классический репертуар: романсы, арии из опер, оперетт.

Я побывала почти во всех республиках Советского Союза, за исключением разве что Прибалтики. Татар ведь везде много, особенно в Средней Азии. Кроме того, выступала в Польше, Финляндии, Турции, Венгрии, Чехословакии. Но особенно хотелось бы выделить Финляндию. Во время выступления обстановка была просто непередаваемая. Люди плакали, пели, радовались, танцевали.— Из интервью Риммы Ибрагимовой журналу «Элита Татарстана» 24.03.2008
С 1998 года — доцент кафедры татарской театральной эстрады театрального факультета Казанского государственного института культуры.

## Семья
Сын — Фарит Таишев — российский татарский эстрадный певец.
Дочь — Ляйсан Таишева

## Эстрадный репертуар
Татарские народные песни:
- «Гульджамал» (тат. «Гөлҗамал»)
- «По берегу» (тат. «Су буйлап»)
- «Осыпаются цветы» (тат. «Сибәлә чәчәк»)
- «Холодный родник» (тат. «Салкын чишмә»)

Песни татарских композиторов:
- «Если б знал я…» (тат. «Әгәр белгән булсам...») муз. Энвера Бакирова, слова Шарифа Биккола
- «Бурачок» (тат. «Тамчылы гөл») муз. Энвера Бакирова, слова Фатыха Карима

## Дискография
- «Уйлану» — (тат. «Размышления») — (LP) — 1985 год — Издатель: «Мелодия»

- «Кроме тебя» — (тат. «Синнән башка») — (CD) — 2010 год — Издатель: «Barsmedia»

## Признание заслуг
- Заслуженная артистка Татарской АССР — 1978 год
- Народная артистка Татарской АССР — 1984 год
- Премия комсомола Татарии имени Мусы Джалиля — 1984 год
- Орден Знак Почёта